# Bal Gangadhar Tilak

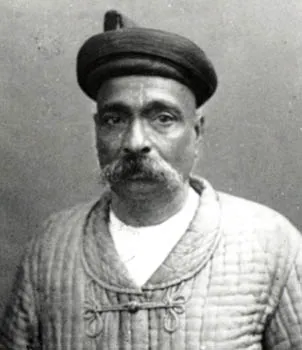
Bal Gangadhar Tilak

Bal Gangadhar Tilak (1856-1920) là anh hùng dân tộc Ấn Độ, nhà cách mạng ấn Độ, lãnh tụ phái cấp tiến trong Đảng Quốc Đại Ấn Độ, một học giả, một triết gia về truyền thống dân tộc cổ ấn Độ. Ông đã chỉ đạo cuộc kháng chiến chống chế độ thực dân của Đế quốc Anh và giành độc lập cho Ấn Độ với sự ủng hộ nhiệt liệt của hàng triệu người dân yêu

## Sự nghiệp chính trị
Bal Gangadhar Tilak sinh ra trong một gia đình trí thức Bà La Môn ở bang Maharastra (vùng ven biển miền Tây Âu). Từ thuở nhỏ, Tilak đã cảm nhận truyền thống dân tộc Maratha và có tinh thần yêu nước nồng nàn. Năm 1880, sau khi tốt nghiệp cử nhân luật, ông từ chối làm quan chức trong chính quyền thực dân, mà cùng với bạn mở trường tư thục ở Poana, nhằm giáo dục thanh niên tinh thần độc lập dân tộc. Ngoài ra, ông còn đứng ra thành lập tờ báo Sư tử bằng tiếng dân tộc Marathi và tờ Maratha bằng tiếng Anh để tuyên truyền nền văn hóa dân tộc, thức tỉnh lòng yêu nước của nhân dân, đả kích nền thống trị của thực dân Anh. Năm 1885, ông tham gia Đảng Quốc đại và trở thành lãnh tụ nhóm cấp tiến phái tả của Đảng đó.
Để tập hợp nhân dân, Tilak đã đứng ra tổ chức những ngày lễ hội truyền thống của địa phương mình và các địa phương khác được đông đảo nhân dân hưởng ứng. Qua những buổi hội làng, ông tuyên truyền và giác ngộ nhân dân. Năm 1897, nhân việc một viên sĩ quan người Anh bị ám sát, thực dân lấy cớ là Tilak viết báo xúi giục dân chúng nổi loạn nên bắt giam và xử tù ông 18 tháng. Trong phong trào đấu tranh yêu nước của nhân dân ấn Độ những năm 1905-1907, Tilak hô hào dân chúng đứng lên lật đổ nền thống trị Anh.
Phương pháp cách mạng của ông không phù hợp với phái ôn hòa trong Đảng Quốc đại, ông bị khai trừ khỏi Đảng. 
Tháng 6 - 1908, thực dân Anh một lần nữa lại kiếm cớ bắt giam ông, xử ông 6 năm tù. Vụ án Tilak thổi bùng lên một đợt đấu tranh mới, hàng vạn công nhân ở Bom-bay (Mumbai) tiến hành tổng bãi công trong 6 ngày (để phản đối bản án 6 năm tù của Tilak), xây dựng chiến lũy, thành lập các đơn vị chiến đấu chống lại quân Anh. Nhân dân các thành phố khác cũng hướng ứng, cuộc đấu tranh lên đến đỉnh điểm, buộc thực dân Anh phải thu hồi đạo luật chia cắt Bengal. Nhưng ông bị đày sang Manđalay (Mianma). Trước tòa án, Tilak là người đã tố cáo đanh thép và lên án tội ác của chính quyền thực dân. Nhân dân khắp nơi sôi sục phản đối bản án. Trong nhà tù, Tilak viết sách về triết học truyền thống của ấn Độ để bày tỏ lòng quyết tâm đối với cách mạng. Năm 1914, sau khi được trả tự do, ông lại tiếp tục đấu tranh. Năm 1916, ông thành lập Liên đoàn tự trị. Ông mất ở Bombay năm 1920.